# North Courtland (Alabama)
 North Courtland, Alabama és una població dels Estats Units a l'estat d'Alabama. Segons el cens del 2000 tenia 799 habitants.

## Demografia
Segons el cens del 2000, North Courtland tenia 799 habitants, 330 habitatges, i 206 famílies. La densitat de població era de 593,3 habitants/km².
Dels 330 habitatges en un 30,6% hi vivien nens de menys de 18 anys, en un 30,3% hi vivien parelles casades, en un 28,5% dones solteres, i en un 37,3% no eren unitats familiars. En el 34,5% dels habitatges hi vivien persones soles el 13,3% de les quals corresponia a persones de 65 anys o més que vivien soles. El nombre mitjà de persones vivint en cada habitatge era de 2,42 i el nombre mitjà de persones que vivien en cada família era de 3,15.
Per edats la població es repartia de la següent manera: un 29% tenia menys de 18 anys, un 10,8% entre 18 i 24, un 26,3% entre 25 i 44, un 21,7% de 45 a 60 i un 12,3% 65 anys o més.
L'edat mediana era de 33 anys. Per cada 100 dones hi havia 75,2 homes. Per cada 100 dones de 18 o més anys hi havia 72,3 homes.
La renda mediana per habitatge era de 19.875 $ i la renda mediana per família de 26.250 $. Els homes tenien una renda mediana de 25.938 $ mentre que les dones 21.058 $. La renda per capita de la població era de 12.776 $. Aproximadament el 19,8% de les famílies i el 28,1% de la població estaven per davall del llindar de pobresa.

## Poblacions més properes
El següent diagrama mostra les poblacions més properes.